# 永平寺町立上志比小学校
永平寺町立上志比小学校（えいへいじちょうりつ かみしひしょうがっこう）は、福井県永平寺町栗住波にある公立小学校。

## 沿革
- 1891年（明治24年）3月 - 藤巻区に明徳尋常小学校創立。
- 1892年（明治25年）
  - 8月 - 北島区に北島尋常小学校創立。
  - 8月 - 山王区に潤身尋常小学校創立。
- 1904年（明治37年）4月 - 栗住波区に私立栗住波高等小学校創立。
- 1907年（明治40年）4月 - 山王区に前述の四校を統合して上志比村立上志比尋常高等小学校創立。
- 1925年（大正14年）1月 - 新校舎（旧講堂、旧西校舎）落成。
- 1941年（昭和16年）4月 - 国民学校令により上志比村国民学校と改称。
- 1947年（昭和22年）4月 - 学校教育法により上志比村上志比小学校と改称。
- 1956年（昭和31年）8月 - 上志比幼稚園併設。
- 1957年（昭和32年）11月 - 東校舎木造二階建て竣工。
- 1969年（昭和44年）4月 - 特殊学級設置。
- 1972年（昭和47年）11月 - 鉄筋二階建て特別校舎竣工（図書室、給食室）。
- 1982年（昭和57年）8月 - 鉄筋新校舎落成（給食センター新築落成）。
- 1998年（平成10年）8月 - パソコンの設置（デスクトップ型22台とノート型4台）。
- 2002年（平成14年）7月 - 小学校プール竣工。
- 2006年（平成18年）
  - 2月13日 - 上志比村・松岡町が合併したため、永平寺町立上志比小学校と改称。
  - 12月 - パソコン入替（パソコン室35台とノート型3台 職員室14台）。
- 2009年（平成21年）12月 - 体育館耐震化工事。
- 2010年（平成22年）7月 - 太陽光発電施設整備工事完了。
- 2011年（平成23年）12月 - パソコン入替（パソコン室32台とノート型5台 職員室15台）。

## 通学区域
浅見・石上・市荒川・市右エ門島・大月・大野島・北島・栗住波・山王・清水・竹原・中島・野中・藤巻・牧福島・吉峰

## 進学先中学校
- 永平寺町立上志比中学校

## 学区 / 校区内の主な施設
- 上志比文化会館

## 交通

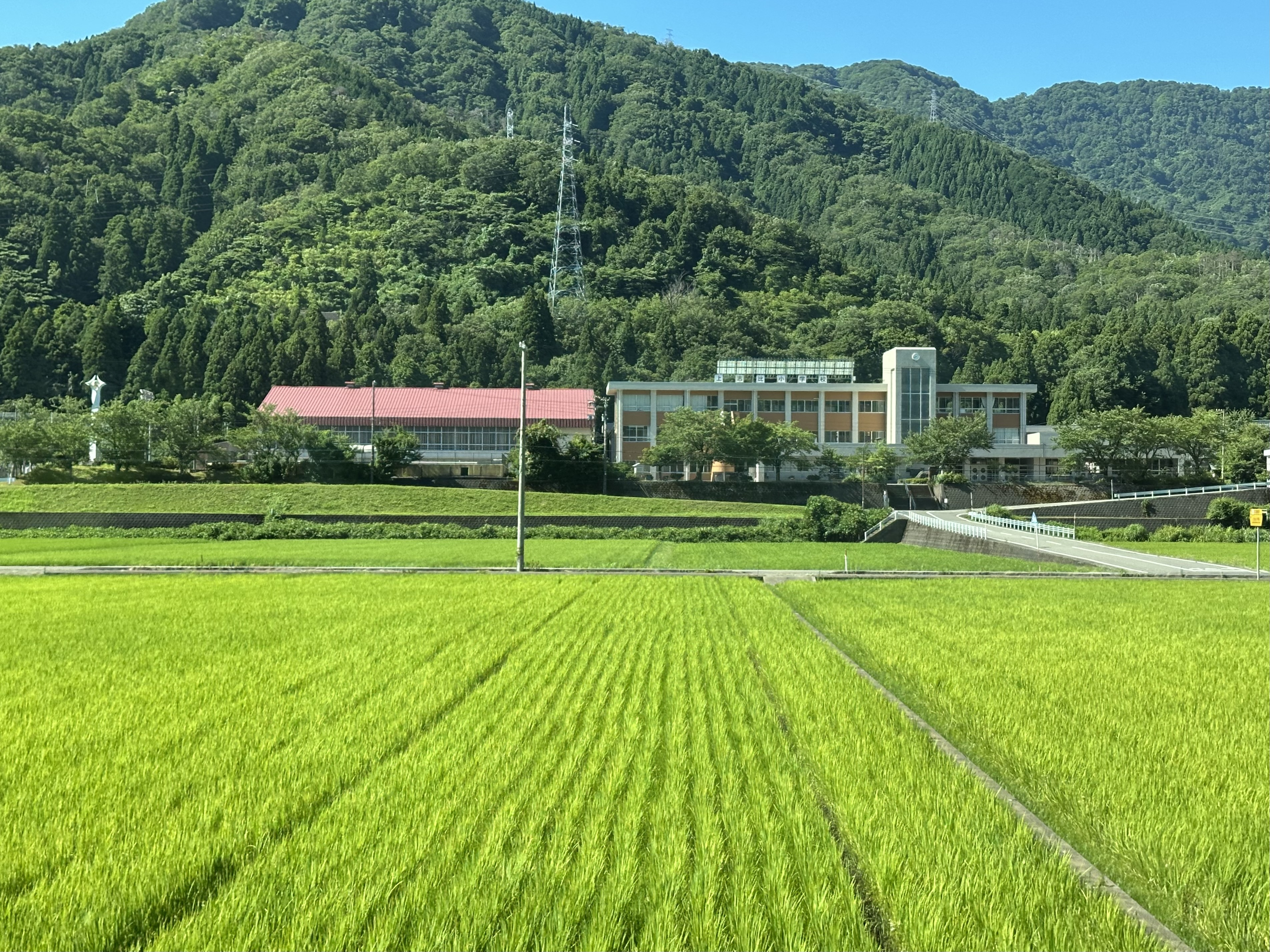
えちぜん鉄道勝山永平寺線から見た校舎

- えちぜん鉄道勝山永平寺線 山王駅より 徒歩15分
- えちぜん鉄道勝山永平寺線 越前竹原駅より 徒歩20分